# أورهان ديليباش
أورهان ديليباش (بالهولندية: Orhan Delibaş)‏ (مواليد 28 يناير 1971) هو ملاكم هولندي، مثّل بلاده في الألعاب الأولمبية الصيفية 1992 وحقق الميدالية الفضية في فئة الوزن المتوسط الخفيف.

## روابط خارجية
أورهان ديليباش على موقع بوكس ريك (الإنجليزية) (registration required)
- أورهان ديليباش على موقع أوليمبيديا (الإنجليزية)